# Бівер-Лейк 131
Бівер-Лейк 131 (англ. Beaver Lake 131) — індіанська резервація в Канаді, у провінції Альберта, у межах муніципального району Лак-Ла-Біш.

## Населення
За даними перепису 2016 року, індіанська резервація нараховувала 414 осіб, показавши скорочення на 2,1%, порівняно з 2011-м роком. Середня густина населення становила 7,2 осіб/км².
З офіційних мов обидвома одночасно не володів жоден з жителів, тільки англійською — 415. Усього 105 осіб вважали рідною мовою не одну з офіційних, з них усі — одну з корінних мов
Працездатне населення становило 50,8% усього населення, рівень безробіття — 33,3%.

## Клімат
Середня річна температура становить 1,4°C, середня максимальна – 20,2°C, а середня мінімальна – -22,5°C. Середня річна кількість опадів – 491 мм.
| Клімат поселення                              | Клімат поселення | Клімат поселення | Клімат поселення | Клімат поселення | Клімат поселення | Клімат поселення | Клімат поселення | Клімат поселення | Клімат поселення | Клімат поселення | Клімат поселення | Клімат поселення | Клімат поселення |
| Показник                                      | Січ.             | Лют.             | Бер.             | Квіт.            | Трав.            | Черв.            | Лип.             | Серп.            | Вер.             | Жовт.            | Лист.            | Груд.            |                  |
| Середній максимум, °C                         | −9,74            | −5,39            | 0,16             | 9,51             | 16,10            | 20,24            | 20,16            | 19,17            | 13,75            | 7,86             | −2,31            | −9,52            |                  |
| Середня температура, °C                       | −16,14           | −11,8            | −6,24            | 3,12             | 9,70             | 13,84            | 16,06            | 15,06            | 9,65             | 3,75             | −6,41            | −13,61           |                  |
| Середній мінімум, °C                          | −22,54           | −18,18           | −12,65           | −3,28            | 3,31             | 7,43             | 11,96            | 10,97            | 5,56             | −0,34            | −10,51           | −17,7            |                  |
| Норма опадів, мм                              | 23               | 15               | 23               | 30               | 47               | 82               | 94               | 62               | 49               | 23               | 21               | 22               |                  |
| Середньомісячна швидкість вітру, м/с          | 3.20             | 3.29             | 3.49             | 3.70             | 3.80             | 3.40             | 3.20             | 3.10             | 3.30             | 3.60             | 3.50             | 3.40             |                  |
| Середньомісячна сонячна радіація, кДж/м²·день | 3085             | 6443             | 11968            | 17269            | 20941            | 22286            | 21992            | 18087            | 12106            | 6967             | 3456             | 2220             |                  |
| --------------------------------------------- | ---------------- | ---------------- | ---------------- | ---------------- | ---------------- | ---------------- | ---------------- | ---------------- | ---------------- | ---------------- | ---------------- | ---------------- | ---------------- |
| Джерело:                                      |                  |                  |                  |                  |                  |                  |                  |                  |                  |                  |                  |                  |                  |